# Vista em corte

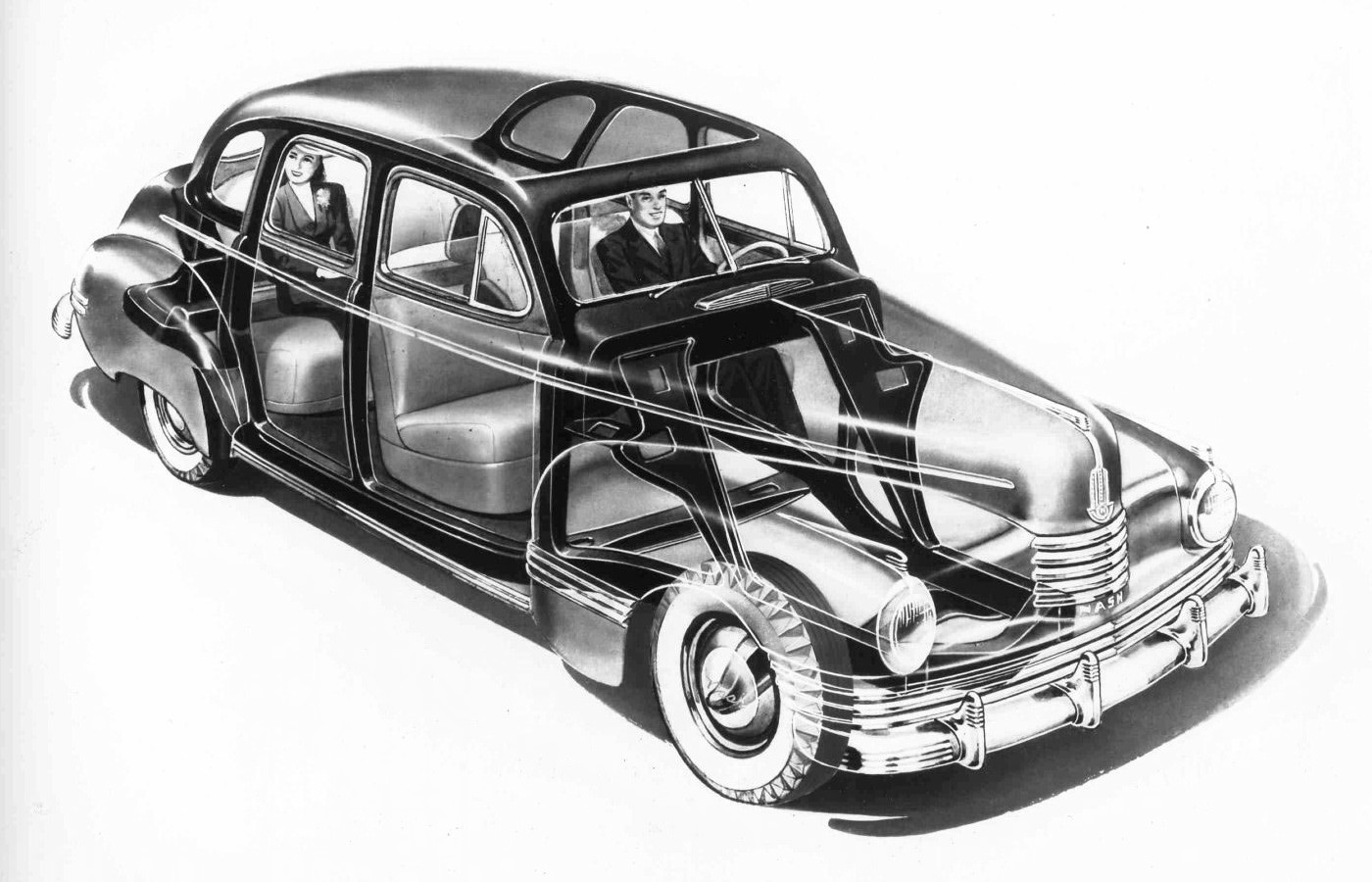
Desenho em corte do Nash 600 - 1942 Nash Ambassador

Uma vista de corte, também chamada  diagrama com secções, é um desenho técnico, um gráfico tridimensional, diagrama ou ilustração no qual elementos da superfície de um modelo em três dimensões são removidos de forma seletiva para que características internas possam ser visualizadas, sem que se sacrifique completamente o contexto externo.

## Generalidades
Conforme Diepstraten (2003), "o propósito de um desenho em corte é permitir que quem olha possa ver um objeto opaco presente dentro de  outra forma sólida. Em vez de deixar simplesmente o objeto dentro da superfície circundante, partes do objeto fora são simplesmente removidas. Isso produz uma aparência visual como se alguém tivesse cortado partes da superfície externa. Os cortes nessas ilustrações evitam ambiguidades em relação ao ordenamento espacial e provem forte contraste entre objetos frontais e o plano de fundo, facilitando o entendimento do espaço em questão".
Embora os desenho com vistas em corte não apresentem dados dimensionais que permitam fabricação de peças ou conjuntos, os mesmos são meticulosamente desenhados por artistas dedicados que tenham acesso aos detalhes de fabricação ou possam deduzi-los, observando a evidência visível do interno que está oculto (por exemplo, linhas de rebite, etc.) O objetivo desses desenhos em estudos pode ser identificar padrões de design comuns para determinadas classes de veículos. Assim, a precisão da maioria destes desenhos, embora não de 100%, é certamente suficientemente boa para o efeito desejado.
Essa técnica é extensivamente usada em desenho assistido por computador (CAD). Também pode ser aplicada nas interfaces com usuários de alguns video game. Em The Sims, por exemplo, os usuários podem selecionar por meio de um painel de controle selecionar se querem ver uma casa sem paredes, com alguns cortes localizados, ou com paredes completas.

## História

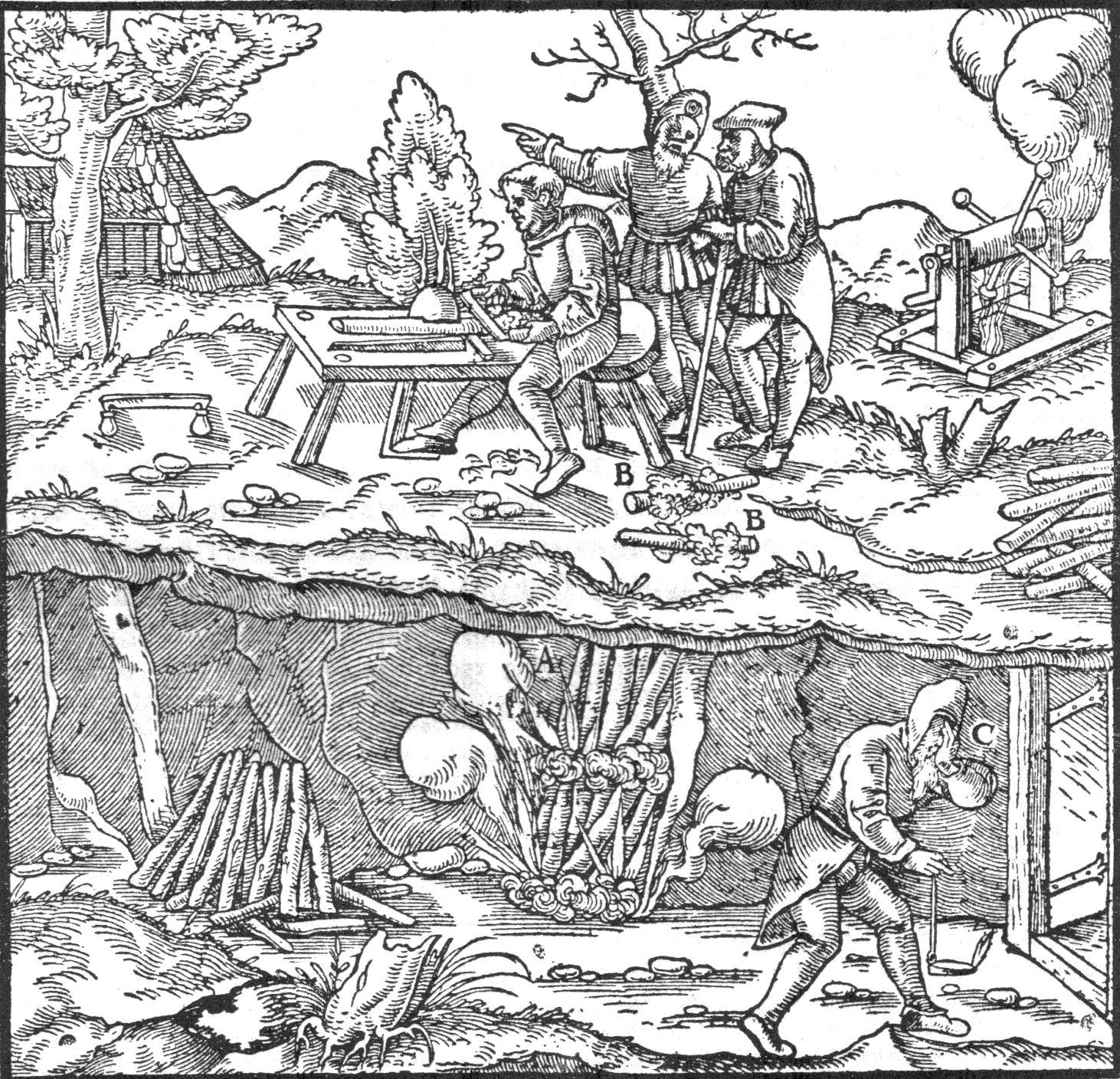
Uma imagem de Georgius Agricola mostrando trabalhos de mineração por queima.

A vista em cortes e a vista explodida foram pequenas invenções gráficas do Renascimento que também tornaram mais claras as representações pictóricas. As vistas em corte originaram livro de anotações de Mariano Taccola (1382 – 1453). Vistas em corte de forma bem definida foram feitas no livro de mineração De re metallica de Georgius Agricola (1494-1555).  Esse livro de 1556 é um tratado completo e sistemático de mineração e metalurgia extrativa, ilustrada  por meio de interessantes xilogravuras que mostravam cada passo dos processos concebidos para extrair minério do solo e transformá-los em metas, outros processos também. Mostra também os diversos moinhos de água usados em mineração e também máquinas elevadoras de pessoas em poços de minas.
O termo "vista de cortes" já era usado no século XIX, mas se tornou popular nos anos  1930.

## Técnica
Localização e forma de cortar um objeto exterior depende de muitos fatores diferentes, por exemplo:
- tamanhos e formas dos objetos, dentro e fora,
- as relações espaciais dos objetos,
- gosto pessoal, etc.

Esses fatores, de acordo com Diepstraten (2003), "raramente podem ser formalizados por um algoritmo simples, mas as propriedades de corte podem ser distinguir em duas classes de cortes de um desenho":
- corte propr. dito : desenhos onde os cortes se restrigem a formas bem simples e regulares de frequentemente um pequeno número de fatias planas na parte exterior do objeto.
- quebra : um corte por meio de um único orifício no exterior do objeto.

## Exemplos
Alguns exemplos de desenhos de cortes de produtos e de arquitetura.

Um alto-falante dinâmico
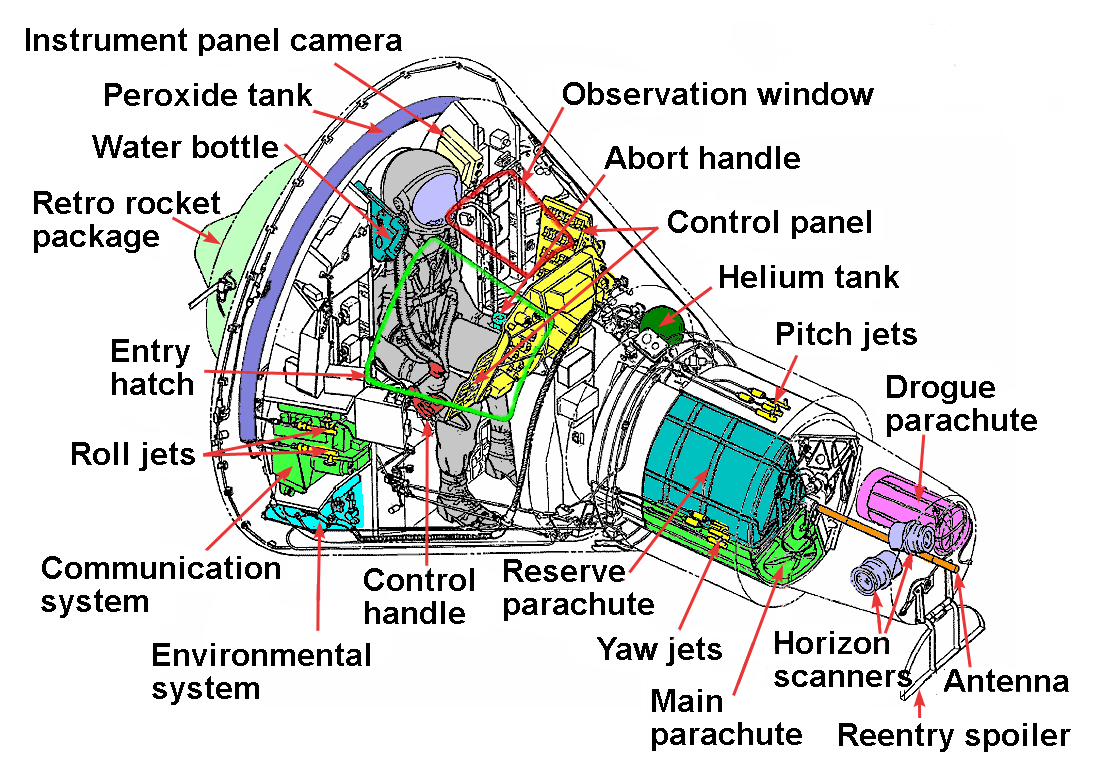
Cápsula espacial Mercury
Torre de artilharia de encouraçado

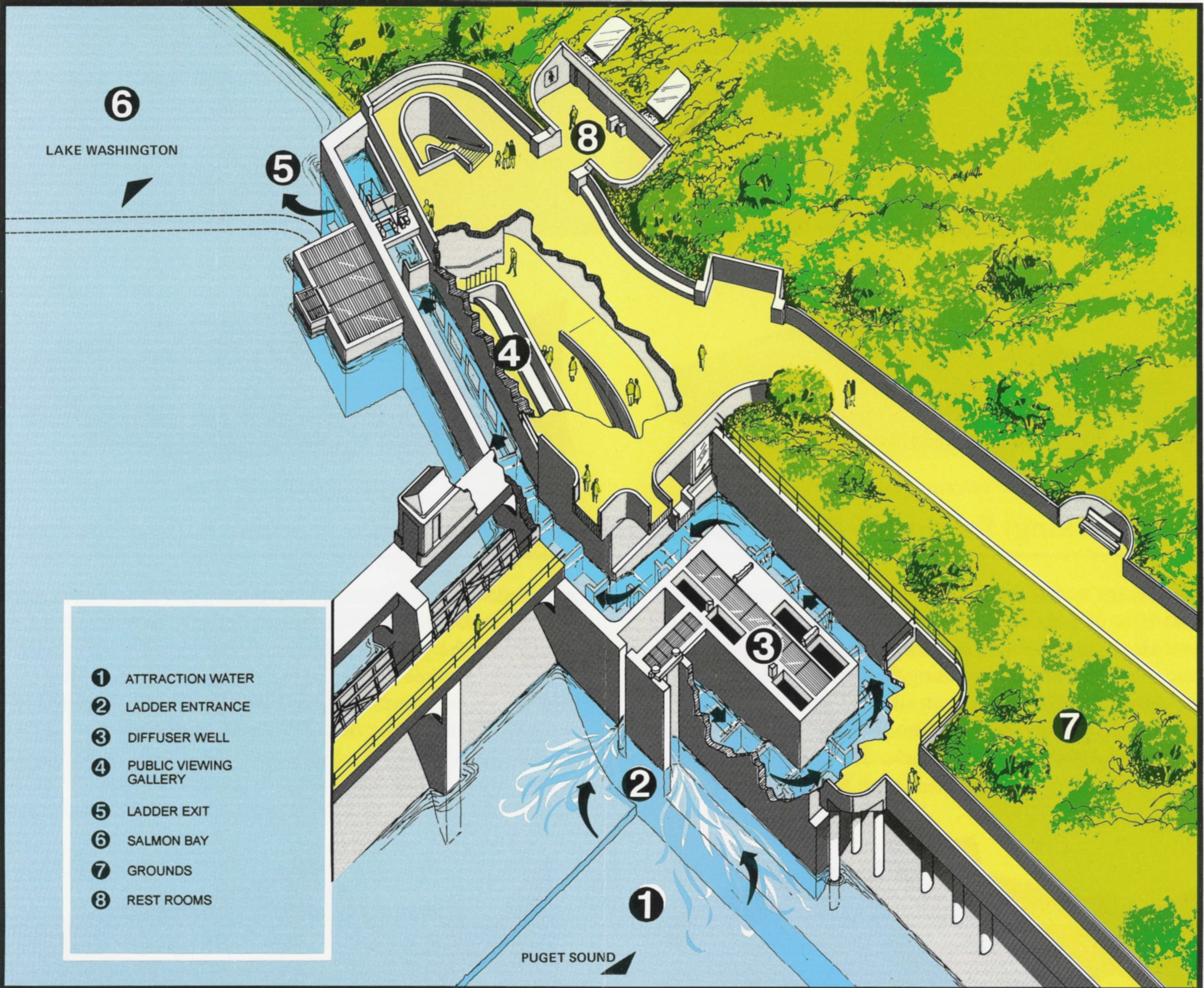
Hiram M. Chittenden - Escada do canal dos peixes de navio no Lago Washington
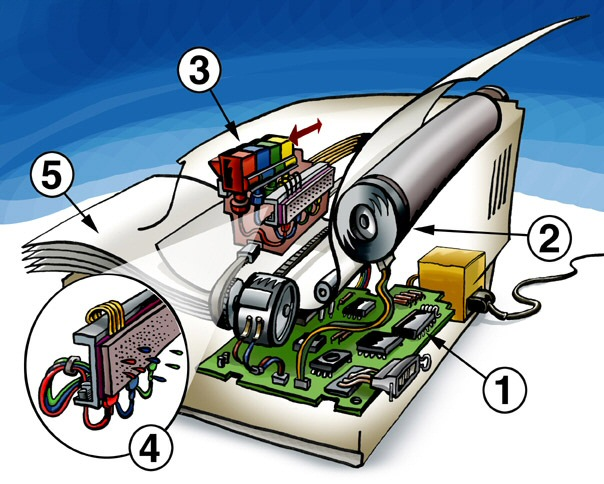
Vista em corte de uma Impressora jato de tinta
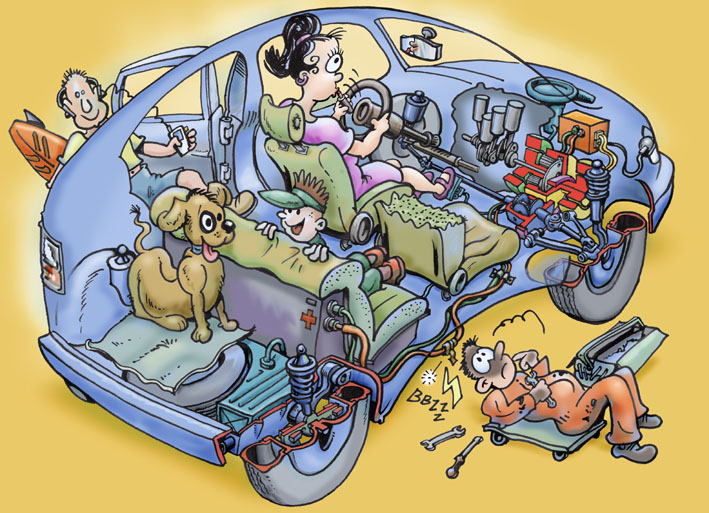
Vista em corte de um carro híbrido